# Starrcade
Starrcade – gala profesjonalnego wrestlingu, promowana przez federację National Wrestling Alliance (NWA) od 1983 do 1990, z wydarzeniami z lat 1983–1987 organizowanymi specjalnie przez Jim Crockett Promotions (JCP) w ramach NWA, a następnie organizowanymi przez World Championship Wrestling (WCW) od 1988 do 2000. WWE wznowiło wydarzenie w 2017 roku jako house show z fragmentami wydarzeń z 2018 i 2019 roku jako WWE Network special.

## Lista gal
|  | Gala organizowana przez WCW/nWo |  | Gala brandu SmackDown |

| #                                                         | Gala                                                 | Data                                                 | Lokalizacja                                          | Walka wieczoru |
| National Wrestling Alliance: Jim Crockett Promotions      | National Wrestling Alliance: Jim Crockett Promotions | National Wrestling Alliance: Jim Crockett Promotions | National Wrestling Alliance: Jim Crockett Promotions | National Wrestling Alliance: Jim Crockett Promotions                                                                            |
| --------------------------------------------------------- | ---------------------------------------------------- | ---------------------------------------------------- | ---------------------------------------------------- | --- |
| 1                                                         | Starrcade '83: A Flare for the Gold                  | 24 listopada 1983                                    | Greensboro                                           | Harley Race (c) vs. Ric Flair Steel Cage match o NWA World Heavyweight Championship z Gene Kiniskim jako sędzia specjalnym      |
| 2                                                         | Starrcade '84: The Million Dollar Challenge          | 22 listopada 1984                                    | Greensboro                                           | Ric Flair (c) vs. Dusty Rhodes Singles match o NWA World Heavyweight Championship z Joem Frazierem jako sędzia specjalnym       |
| 3                                                         | Starrcade '85: The Gathering                         | 28 listopada 1985                                    | Greensboro                                           | Ric Flair (c) vs. Dusty Rhodes Singles match o NWA World Heavyweight Championship                                               |
| 3                                                         | Starrcade '85: The Gathering                         | 28 listopada 1985                                    | Atlanta                                              | Ric Flair (c) vs. Dusty Rhodes Singles match o NWA World Heavyweight Championship                                               |
| 4                                                         | Starrcade '86: Night of the Skywalkers               | 27 listopada 1986                                    | Greensboro                                           | Ric Flair (c) vs. Nikita Koloff Singles match o NWA World Heavyweight Championship                                              |
| 4                                                         | Starrcade '86: Night of the Skywalkers               | 27 listopada 1986                                    | Atlanta                                              | Ric Flair (c) vs. Nikita Koloff Singles match o NWA World Heavyweight Championship                                              |
| 5                                                         | Starrcade '87: Chi-Town Heat                         | 26 listopada 1987                                    | Chicago                                              | Ron Garvin (c) vs. Ric Flair Steel Cage match o NWA World Heavyweight Championship                                              |
| National Wrestling Alliance: World Championship Wrestling |                                                      |                                                      |                                                      | |
| 6                                                         | Starrcade '88: True Gritt                            | 26 grudnia 1988                                      | Norfolk                                              | Ric Flair (c) vs. Lex Luger Singles match o NWA World Heavyweight Championship                                                  |
| 7                                                         | Starrcade '89: Future Shock                          | 13 grudnia 1989                                      | Atlanta                                              | Ric Flair vs. Sting Singles match                                                                                               |
| 8                                                         | Starrcade '90: Collision Course                      | 16 grudnia1990                                       | St. Louis                                            | Sting (c) vs. The Black Scorpion Singles match o NWA World Heavyweight Championship z Dick the Bruiserem jako sędzia specjalnym |
| World Championship Wrestling (WCW)                        |                                                      |                                                      |                                                      | |
| 9                                                         | Starrcade '91: Battlebowl - The Lethal Lottery       | 29 grudnia 1991                                      | Norfolk                                              | Battlebowl |
| 10                                                        | Starrcade '92: Battlebowl – The Lethal Lottery II    | 28 grudnia 1992                                      | Atlanta                                              | Battlebowl |
| 11                                                        | Starrcade '93: 10th Anniversary                      | 27 grudnia 1993                                      | Charlotte                                            | Vader (c) vs. Ric Flair Title vs. Career match o WCW World Heavyweight Championship                                             |
| 12                                                        | Starrcade '94: Triple Threat                         | 27 grudnia 1994                                      | Nashville                                            | Hulk Hogan (c) vs. The Butcher Singles match o WCW World Heavyweight Championship                                               |
| 13                                                        | Starrcade '95: World Cup of Wrestling                | 27 grudnia 1995                                      | Nashville                                            | Randy Savage (c) vs. Ric Flair Singles match o WCW World Heavyweight Championship                                               |
| 14                                                        | Starrcade '96                                        | 29 grudnia 1996                                      | Nashville                                            | Hollywood Hogan vs. Roddy Piper Singles match                                                                                   |
| 15                                                        | Starrcade '97                                        | 28 grudnia 1997                                      | Waszyngton                                           | Hollywood Hogan (c) vs. Sting Singles match o WCW World Heavyweight Championship                                                |
| 16                                                        | Starrcade '98                                        | 27 grudnia 1998                                      | Waszyngton                                           | Goldberg (c) vs. Kevin Nash No Disqualification match o WCW World Heavyweight Championship                                      |
| 17                                                        | Starrcade '99                                        | 19 grudnia 1999                                      | Waszyngton                                           | Bret Hart (c) vs. Goldberg No Disqualification match o WCW World Heavyweight Championship                                       |
| 18                                                        | Starrcade 2000                                       | 17 grudnia 2000                                      | Waszyngton                                           | Scott Steiner (c) vs. Sid Vicious Singles match o WCW World Heavyweight Championship                                            |
| WWE                                                       |                                                      |                                                      |                                                      | |
| 19                                                        | Starrcade 2017                                       | 25 listopada 2017                                    | Greensboro                                           | AJ Styles (c) vs. Jinder Mahal Steel Cage match o WWE Championship                                                              |
| 20                                                        | Starrcade 2018                                       | 24 listopada 2018                                    | Cincinnati                                           | AJ Styles vs. Samoa Joe Steel Cage match                                                                                        |
| 21                                                        | Starrcade 2019                                       | 1 grudnia 2019                                       | Duluth                                               | Kevin Owens vs. Bobby Lashley Singles match                                                                                     |

## 2017
Starrcade (2017) – gala wrestlingu wyprodukowana przez federację WWE dla zawodników z brandu SmackDown jako nieemitowany house show. Odbyła się 25 listopada 2017 w Greensboro Coliseum Complex w Greensboro w stanie Karolina Północna. Była to dziewiętnasta gala w chronologii cyklu Starrcade, a pierwsza pod sztandarem WWE.
| Nr                                                                                    | Wyniki | Stypulacje                                                       |
| ------------------------------------------------------------------------------------- | --- | ---------------------------------------------------------------- |
| 1D                                                                                    | Bobby Roode pokonał Dolpha Zigglera | Singles match z Arnem Andersonem jako special outside enforcerem |
| 2D                                                                                    | Mike Kanellis, Rusev (z Aidenem Englishem), The Bludgeon Brothers (Harper i Rowan) i The Colóns (Primo i Epico) pokonali Sin Carę, Tye Dillingera, Breezango (Tylera Breeze’a i Fandango) i The Ascension (Konnora i Viktora) | Twelve-man Tag Team match                                        |
| 3D                                                                                    | Naomi pokonała Taminę (z Laną) | Singles match                                                    |
| 4D                                                                                    | Dustin Rhodes pokonał Dasha Wildera | Singles match                                                    |
| 5D                                                                                    | Shinsuke Nakamura pokonał Barona Corbina (c) przez dyskwalifikację | Singles match o WWE United States Championship                   |
| 6D                                                                                    | The Usos (Jimmy i Jey) (c) pokonali The New Day (Kofiego Kingstona i Xaviera Woodsa) (z Big E), Chada Gable’a i Sheltona Benjamina oraz Kevina Owensa i Samiego Zayna                                                         | Fatal 4-Way match o WWE SmackDown Tag Team Championship          |
| 7D                                                                                    | Charlotte Flair (c) pokonała Natalyę poprzez submission | Steel Cage match o WWE SmackDown Women’s Championship            |
| 8D                                                                                    | AJ Styles (c) pokonał Jindera Mahala (z The Singh Brothers) uciekając z klatki | Steel Cage match o WWE Championship                              |
| (c) – mistrz/mistrzyni przed walkąD – walka była dark matchem (nietransmitowana w TV) | |                                                                  |